# Matthias Beier
Matthias Daniel Beier (* 16. Juni 1976 in Augsburg) ist ein deutscher Theater- und Fernsehschauspieler.

## Leben
Matthias Beier wirkte bereits in einigen Fernsehserien, Fernseh- und Kinofilmen mit. Außerdem spielte er auf verschiedenen Theaterbühnen unter anderem in München, Augsburg und Düsseldorf.
Er debütierte neben Franka Potente unter der Regie von Hans-Christian Schmid in „Nach Fünf im Urwald“, spielte darauf mit Ken Duken und Carol Campbell in dem dreiteiligen RTL-Fernsehfilm „Julia - Kämpfe für Deine Träume“ mit und wurde vor allem durch die eineinhalbjährige Hauptrolle des Jonas Schelling in der ARD-Fernsehserie Verbotene Liebe einem Millionenpublikum bekannt.
Danach studierte er erneut Schauspiel bei Susan Batson in Los Angeles und New York und war Mitglied der Master Class neben Juliette Binoche.
In Deutschland spielte Beier in Nebenrollen in zahlreichen, nominierten oder preisgekrönten Fernseh- und Kinoproduktionen mit: Machen wir’s auf Finnisch (Produzentenpreis Filmfest Hamburg), Barfuß bis zum Hals (Deutscher Comedypreis), Sturm der Liebe (Deutscher Fernsehpreis), Shoppen (Nominierung für Deutscher Filmpreis).
Außerdem war er auch in Serien zu sehen: 2007 spielte er in der ARD-Fernsehserie Marienhof die Gastrolle des Mischa Hofmeister und 2010 in der ARD-Telenovela Sturm der Liebe die Gastrolle Alain Briand.
Im Februar 2021 outete er sich im Rahmen der Initiative #actout im SZ-Magazin mit 185 anderen lesbischen, schwulen, bisexuellen, queeren, nicht-binären und trans* Schauspielern.

## Filmografie

### Fernsehen
- 1998: Julia – Kämpfe für deine Träume
- 2000: Unser Charly
- 2000–2001: Verbotene Liebe
- 2001: Die Rote Meile
- 2002: Leo und Nina
- 2002: Quits
- 2002: Ich lass mich scheiden
- 2002: Lindenstraße
- 2002: Mit Herz und Handschellen
- 2004: Ghostma
- 2005: Die Rettungsflieger
- 2006: Da wo die Berge sind
- 2006: Lilly Schönauer
- 2006: Inga Lindström
- 2006: SOKO 5113
- 2007: Die Rosenheim-Cops – Zu viel Geld – zu wenig Leben
- 2007: Marienhof
- 2008: Machen wir’s auf Finnisch
- 2008: Barfuß bis zum Hals
- 2009: Die Rosenheim-Cops – Ein Schuss in der Nacht
- 2009: Hindenburg (2011) (TV-Zweiteiler)
- 2010: Sturm der Liebe
- 2010: Weißblaue Geschichten
- 2011: Forsthaus Falkenau
- 2011: Die Rosenheim-Cops – Tod nach Schankschluss
- 2011: Hubert und Staller
- 2011: SOKO 5113 – Das Pentagon
- 2012: Um Himmels Willen
- seit 2012: Hammer & Sichl
- 2012: Add a friend
- 2013: Die Rosenheim-Cops – Traumwagen
- 2013: SOKO 5113 – Scheiß Schiri
- 2014: Die Rosenheim-Cops – Zu Tode gefahren
- 2017: Der Alte – Folge 408: Therapie für Tote
- 2019: SOKO Stuttgart – Schlaflabor
- 2019: Lena Lorenz – Kind da, Job weg
- 2020: Der Beischläfer (Fernsehserie)
- 2021: Frühling – Schmetterlingsnebel
- 2022: SOKO Stuttgart – Das Pfandhaus

### Kino
- 1995: Nach Fünf im Urwald
- 2000: One Night Stab
- 2002: Quits
- 2006: Shoppen
- 2010: Superhero